# Partecosta trilineata
Partecosta trilineata é uma espécie de gastrópode do gênero Partecosta, pertencente a família Terebridae.